# 奈良県月ヶ瀬村女子中学生殺害事件
奈良県月ヶ瀬村女子中学生殺害事件（ならけんつきがせむら じょしちゅうがくせいさつがいじけん）とは、1997年（平成9年）5月4日に奈良県添上郡月ヶ瀬村（現：奈良市月ヶ瀬嵩）で発生した殺人事件。
同時期に発生した神戸連続児童殺傷事件とともに、子供が被害者となった事件として全国的に注目を集めた。

## 概要
1997年（平成9年）5月4日、奈良県添上郡月ヶ瀬村で中学2年生の女子生徒A（当時13歳）が卓球大会の帰りに行方不明となった。
村人、警察が通学路を捜索していると、Aのスニーカーが発見され、道路にはタイヤ痕、ガードレールには血痕が付着していた。近くの西部浄化センターの公衆トイレでは切り裂かれたAのジャージと、血だらけのダウンベストが発見された。
奈良県警はAがひき逃げや事件に巻き込まれた可能性があるとして奈良警察署に捜査本部を設置。本格的な捜索を開始した。
5月8日、奈良県警は「拉致事件」と見て交通部から刑事部に交代し、血だらけのダウンベストの写真を公開して情報提供を求めた。
5月29日、捜査本部は現場に残されたスリップ痕から、犯行車両を四輪駆動車など4車両に絞り、近隣で対象車種の所持者の特定を開始した。
その後、捜査本部が聞き込み調査をしたところ、無職の男O（当時25歳）が捜査線に浮上した。Oは四輪駆動車三菱・ストラーダを乗り回しており、警察やマスコミはOをマークし始めた。
7月23日、奈良県警はAに対する未成年者略取容疑で被疑者Oを逮捕した。Oは当初容疑を否定していたが、犯行後に売却したOの車の後部座席に被害者の血液、DNAなどが発見された事や、切り裂かれたジャージからはOの車のタイヤ痕が発見され、それらを追及すると犯行を認めた上で「Aを車ではねた後に殺し、三重・滋賀県境の山中に捨てた」と自供した。捜査本部が三重県上野市（現：伊賀市）の山中を捜索したところ、御斎峠で自供通り白骨化したAの遺体が発見された。
その後、Oは「Aの頭を近くにあった石で殴って殺した」などと殺害について具体的な供述をしたため、8月12日に殺人容疑で再逮捕された。
9月2日、奈良地方検察庁はOを殺人、未成年者略取罪で起訴した。

## 動機
月ヶ瀬村には地元民2名の推薦がなければコミュニティに参加する事が出来ないという「与力制度」が存在していた。この与力制度で村に収める負担金や家の格付けなどが行われているが、この制度が村八分という差別を作り出している元凶となっていた。Oの家族もこの差別行為の標的にされ、精神的に追い詰められていた。
Oは犯行の動機について「車を運転して帰宅の途中、偶然被害者のAと遭遇した。そこで顔見知りであるAに『家に送ってあげる』と声をかけたが無視された。度重なる村八分によるストレスと相まって、衝動的に歩いている被害者の背後から車で轢き、発覚を恐れて連れ去り三重県上野市（現：伊賀市）の山中で首を絞めた上で石で撲殺した」と自供した。

## 刑事裁判

### 第一審
1997年（平成9年）10月27日、奈良地方裁判所（鈴木正義裁判長）で初公判が開かれ、罪状認否で被告人Oは「争うつもりはありません」と述べて起訴事実を全面的に認めた。冒頭陳述で検察官は、犯行動機について「Aに『乗っていくか』と車から声をかけたが、無視されたので腹を立て、故意にはね、連れ去ろうとした」と述べた。
1998年（平成10年）8月7日、論告求刑公判が開かれ、検察官は「極めて卑劣かつ悪質で、改悛の情も見られず、社会的影響も大きい」として被告人Oに無期懲役を求刑した。
1998年（平成10年）9月7日、最終弁論が開かれ、弁護人は「村で他所者扱いされてきたものが根底にある。犯行は衝動的なものだった」と述べて情状酌量を求めた。最終意見陳述でOは「どんな刑罰になるかは興味がない。被害者と遺族にただ謝りたい」と述べて結審した。
1998年（平成10年）10月19日、奈良地裁（鈴木正義裁判長）で判決公判が開かれ、裁判長は「犯行は短絡的、自己中心的で残酷。静かな山村に与えた衝撃や不安は大きい」と指摘した上で「犯行は衝動的で計画性は認められず、自白後は謝罪するなど反省の情を示している」として被告人Oに懲役18年の判決を言い渡した。奈良地検は「量刑が軽すぎる」として判決を不服として控訴した。

### 控訴審
1999年（平成11年）9月17日、大阪高等裁判所（河上元康裁判長）で控訴審初公判が開かれ、弁護人は「住民から他所者扱いされ続けてきた被告が、疎外感を爆発させたことが背景にある」と主張して控訴棄却を求めた。一方、検察官は「被告の異常な性向が、残酷な犯行の原因にある」とした控訴趣意書を提出し、量刑不当を理由に一審判決の破棄を求めた。
2000年（平成12年）6月14日、大阪高裁（河上元康裁判長）は「犯行の全貌をすべて供述していると見ることはできず、真摯な反省とは距離がある。残虐な通り魔的犯行で、刑事責任は極めて重大。原判決の量刑は軽きに失し不当」として一審・奈良地裁の懲役18年の判決を破棄、検察官の求刑通り無期懲役の判決を言い渡した。

### 上告取り下げ・無期懲役確定
2000年（平成12年）6月28日、弁護人とOは控訴審判決を不服として最高裁判所に上告したが、7月7日にOが上告を取り下げたため、無期懲役の判決が確定した。

## 判決確定後
2001年（平成13年）9月4日、受刑者として服役中のOは収監先の大分刑務所でランニングシャツを紐状にし、窓枠にかけて首を吊り自殺を図った。巡回中の刑務官が発見した時、Oはすでに意識不明の状態で、直ちに大分市内の病院に搬送されたが、9月8日に低酸素脳症で死亡した。29歳没。Oが収容されていた独居房から遺書などは発見されず、O自身も服役態度に問題は見られないなど自殺の兆候を窺わせるものはなかった。

## 備考
犯罪心理学者の小田晋は、犯人が被害者を時速25キロメートルという低速ではねた事、被害者をビニールテープで縛った事、遺体に着衣は無かった事から、本事件は実際には性犯罪だった可能性が高いと指摘している。